# Щербаков, Александр Владимирович (политик)
Александр Владимирович Щербаков (род. 12 марта 1965, Владивосток, Приморский край, РСФСР, СССР) — российский политический деятель, член партии Единая Россия. Депутат Законодательного собрания Приморского края в 2018—2021 годах, депутат Государственной думы VIII созыва с 2021 года.

## Биография
Александр Щербаков родился во Владивостоке 12 марта 1965 года. В 1988 году окончил судоводительский факультет ДВВИМУ им. Г. И. Невельского, в 1988—1992 годах работал помощником капитана на судах Дальневосточного морского пароходства. С 1992 года работал в судоходной компании «Корф», где от должности супервайзера дошёл до заместителя генерального директора. В 1999 году организовал собственное судоходное дело. До 2021 года руководил ООО «Золотая долина».
В 2016 году Щербаков вступил в партию «Единая Россия» и начал политическую карьеру. Он участвовал в праймериз перед выборами в Государственную думу, но проиграл. В 2017 году Щербаков был избран в городскую думу Владивостока, в 2018 году стал депутатом Законодательного собрания Приморского края, в конце того же года выдвинул свою кандидатуру в губернаторы региона как самовыдвиженец, но не был зарегистрирован. 
В 2021 году избран депутатом Государственной думы VIII созыва по Владивостокскому одномандатному избирательному округу N 62 Приморского края, член Комитета Государственной Думы по транспорту и развитию транспортной инфраструктуры, член фракции «Единая Россия», сменив в округе Сергея Сопчука..
Из-за поддержки российской агрессии и нарушения территориальной целостности Украины во время российско-украинской войны Щербаков находится под персональными санкциями ряда стран: всех государств Евросоюза, Великобритании, Швейцарии, Австралии, Японии.